# Emma Kok
Pour les articles homonymes, voir Kok.
Emma Kok, née le 12 mars 2008 à Maastricht, est une chanteuse néerlandaise. Elle se fait connaître à treize ans, au début des années 2020, à travers l'émission The Voice Kids, puis en collaboration avec André Rieu.

## Biographie
Emma Kok naît à Maastricht puis grandit à Kerkrade. À partir de l'âge de six ans, elle apprend le violon comme son frère puis préfère s'orienter vers le chant comme sa sœur.
Elle souffre de gastroparésie, une maladie rare empêchant une alimentation normale et pour laquelle aucun traitement n'existe. Cette maladie, diagnostiquée en 2018, l'empêche de réaliser la plupart des gestes simples du quotidien, et la contraint à devoir porter deux pompes d'alimentation 22 heures par jour. Sa notoriété la pousse à fonder une association aidant à la prise en charge de cette maladie, la Gastrostars Foundation,,,.

## Carrière musicale
En 2021, elle remporte l'émission néerlandaise The Voice Kids, s'y étant inscrite durant la pandémie de Covid-19. À cette occasion, elle est remarquée par le violoniste et chef d’orchestre André Rieu qui lui propose de participer à certains de ces concerts,.